# Morrowind
Morrowind es una región ficticia que aparece en varios de los videojuegos de la serie The Elder Scrolls, entre ellos Arena y Morrowind, siendo la región principal de este último. Se encuentra al noreste de Tamriel, limitando con Skyrim al oeste, con Cyrodiil al suroeste y con Ciénaga Negra (Black Marsh) al sur.
La mayor parte del territorio forma parte del continente principal de Tamriel, exceptuando una gran isla que se extiende desde el centro hasta el norte, adjunta al continente, donde se desarrolla toda la historia de Morrowind. Según lo visto en el videojuego, cada subzona de la región poseen su propio estilo arquitectónico que la caracteriza. Está habitada mayoritariamente por elfos oscuros (dunmer).

## Ciudades

### Vivec
Vivec es la capital de la región. Es considerada una ciudad santa, y es la ciudad más grande del continente. Su nombre proviene de la divinidad Vivec, un miembro del Tribunal, que junto con el resto del Tribunal (Almalexia y Sotha Sil), y ayudados por el Nerevarine, derrotan al maligno Dagoth-Ur. El dios vive en su palacio al sur de la ciudad.
La ciudad se compone de varios barrios construidos en el interior del mar que están conectados entre sí mediante grandes pasarelas y una red de góndolas que alcanza todos los distritos. Se asemeja a Venecia, dado que consta de unos barrios-islas, denominados cantones, separados por una red de canales y cascadas que les aportan agua, que incluso llegan a atravesar el interior de los edificios.
En la ciudad, los guardias obedecen al Templo del Tribunal, y usan una armadura característica que los diferencia de los guardias Imperiales, estos guardias del templo se llaman Ordenanzas, y el modelo de su armadura corresponde a la casa Indoril.

#### Barrios
- El barrio extranjero: antes de la invasión de la isla por el imperio los extranjeros no podían ir más lejos en la ciudad, estaban forzados a permanecer en el barrio.
- La arena: Punto de encuentro de gladiadores de toda la región.
- Los cantones de St. Olms y St. Delyn: barrios residenciales.
- El barrio Hlaalu: es el barrio de la gran casa Hlaalu, además de un importante distrito financiero.
- El barrio Redoran: es el barrio de la gran casa Redoran.
- El barrio Telvanni: es el barrio de la gran casa Telvanni. En este barrio se puede encontrar magos y brujos.
- El templo: en él se da culto a los dioses del Tribunal, a los ancestros y a los santos del templo.
- El Ministerio de la Verdad: según la mitología, es una luna del mundo de Morrowind que fue detenida por Vivec, en él se encarcela y se juzga a los bandidos más activos de la isla.
- El palacio: es el monumento más al sur de la ciudad. En él se encuentra la divinidad Vivec y en los canales que lo recorren se esconden secretos, tesoros y santuarios, protegidos por criaturas y enemigos poderosos.